# نهر بردان

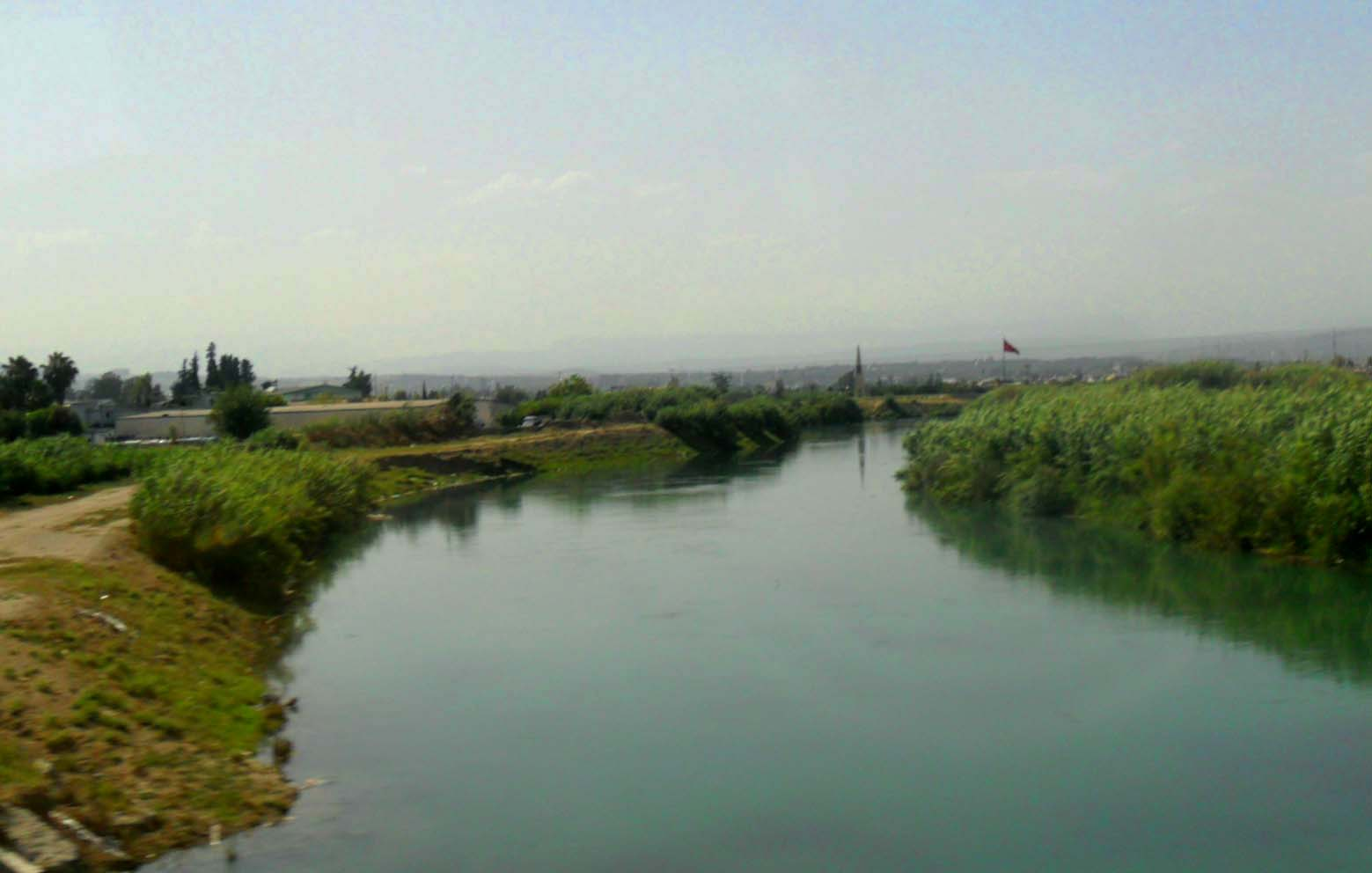
نهر بردان من الجنوب

البَرَدان هو نهر في محافظة مرسين جنوب تركيا . وتقع مدينة طرسوس التاريخية على النهر ولذلك قد يُسمى نهر طرسوس . كان المجرى المائي في الأصل يمر مباشرة عبر المدينة، ولكن القسم في طرسوس غُيّر إلى مساره الحالي في القرن السادس. ويقع على النهر شلال طرسوس.